# نيكولا فوسكو
نيكولا فوسكو (بالإيطالية: Nicola Fusco)‏ هو رياضياتي إيطالي، ولد في 14 أغسطس 1956 في نابولي في إيطاليا.